# 上ノ塚古墳

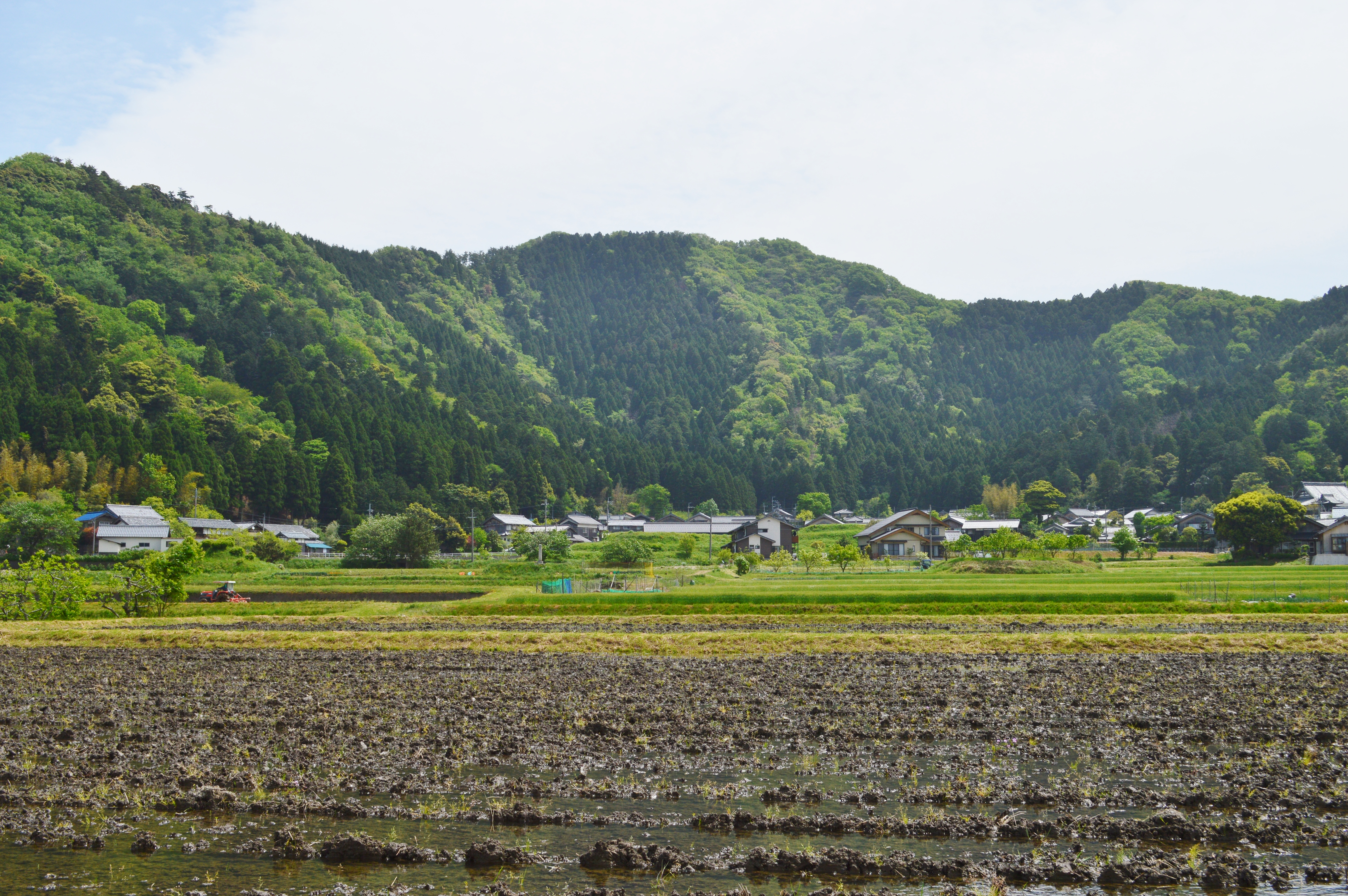
膳部山山麓左に西塚古墳、中央に上ノ塚古墳、右に糠塚古墳がある。

上ノ塚古墳（じょうのづかこふん）は、福井県三方上中郡若狭町脇袋にある古墳。形状は前方後円墳。上中古墳群（うち脇袋古墳群）を構成する古墳の1つ。国の史跡に指定されている。
若狭地方（福井県南西部）では最大規模の古墳で、5世紀初頭（古墳時代中期）頃の築造と推定される。

## 概要
| 古墳群 | 古墳名       | 形状       | 墳丘長 | 築造時期 |
| ------ | ------------ | ---------- | ------ | -------- |
| 脇袋   | 上ノ塚古墳   | 前方後円墳 | 100m   | 5c初     |
|        | 城山古墳     | 前方後円墳 | 63m    | 5c中     |
| 脇袋   | 西塚古墳     | 前方後円墳 | 74m    | 5c後     |
| 脇袋   | 中塚古墳     | 前方後円墳 | 72m    | 5c末     |
| 天徳寺 | 十善の森古墳 | 前方後円墳 | 68m    | 6c初     |
| 日笠   | 上船塚古墳   | 前方後円墳 | 70m    | 6c前     |
| 日笠   | 下船塚古墳   | 前方後円墳 | 85m    | 6c中     |

福井県南西部、若狭地方中央部にある膳部山（ぜんぶやま）の西側山麓に築造された前方後円墳である。膳部山山麓は、本古墳含む7基（現存確認5基）からなる脇袋古墳群が営造された地域であるが、特に若狭地方の広域首長墓（若狭の王墓）とされる古墳3基（上ノ塚古墳・西塚古墳・中塚古墳）を含み、「王家の谷」に擬される地域になる。本古墳は脇袋古墳群の中央部に位置し、これまでに1992年（平成4年）に発掘調査が実施されている。
墳形は前方後円形で、前方部を北方向に向ける（西塚古墳・中塚古墳と逆方向）。墳丘は3段築成。墳丘長は約100メートルを測り、脇袋古墳群ひいては若狭地方で最大規模になる。墳丘外表では葺石・埴輪（円筒埴輪・朝顔形埴輪・家形埴輪）のほか、樹立した状態の木製埴輪が検出されている。墳丘周囲には盾形の周濠が巡らされており、周濠外堤の内側斜面は葺石で覆われ、周濠内からは槍形木製品・板材が検出されている。
築造時期は、古墳時代中期の5世紀初頭（または4世紀末-5世紀初頭）頃と推定される。若狭の首長墓としては最初の築造で、城山古墳に先行する時期に位置づけられる。被葬者は明らかでないが、後背の「膳部山」の名にも見えるように、一帯の脇袋古墳群ひいては上中古墳群は若狭国造の膳臣（かしわでのおみ、膳氏）一族の首長墓群と考えられており、本古墳もその1つと想定される。
古墳域は1935年（昭和10年）に国の史跡に指定されている。

## 遺跡歴
- 1935年（昭和10年）12月24日、国の史跡に指定[6]。
- 1992年（平成4年）、発掘調査[4]。
- 2008年（平成20年）、地中レーダー探査・電気探査（奈良文化財研究所・若狭町）[2]。

## 墳丘
墳丘の規模は次の通り。
- 墳丘長：約100メートル
- 後円部 直径：約64メートル
- 前方部 長さ：約36メートル

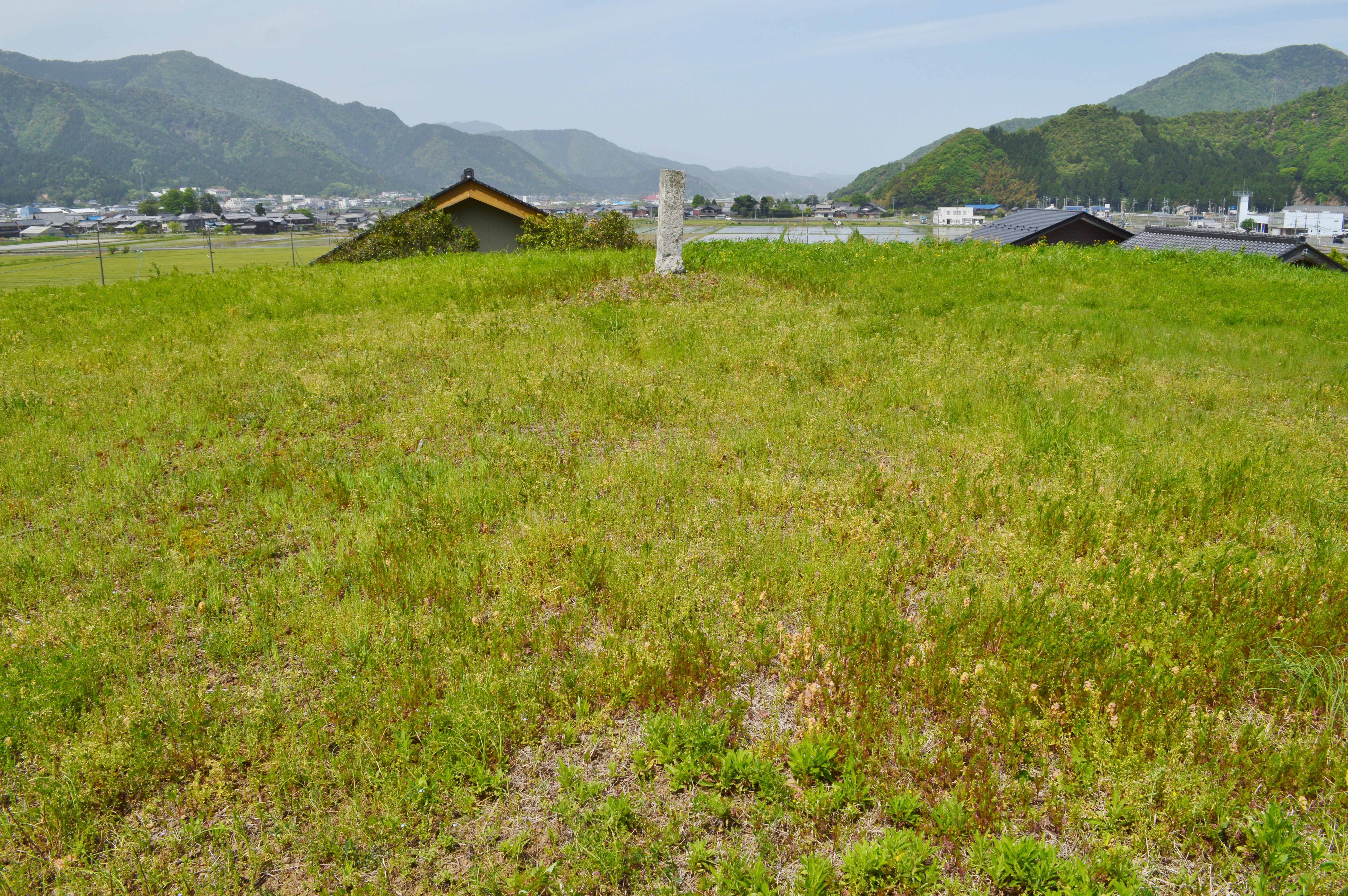
後円部墳頂
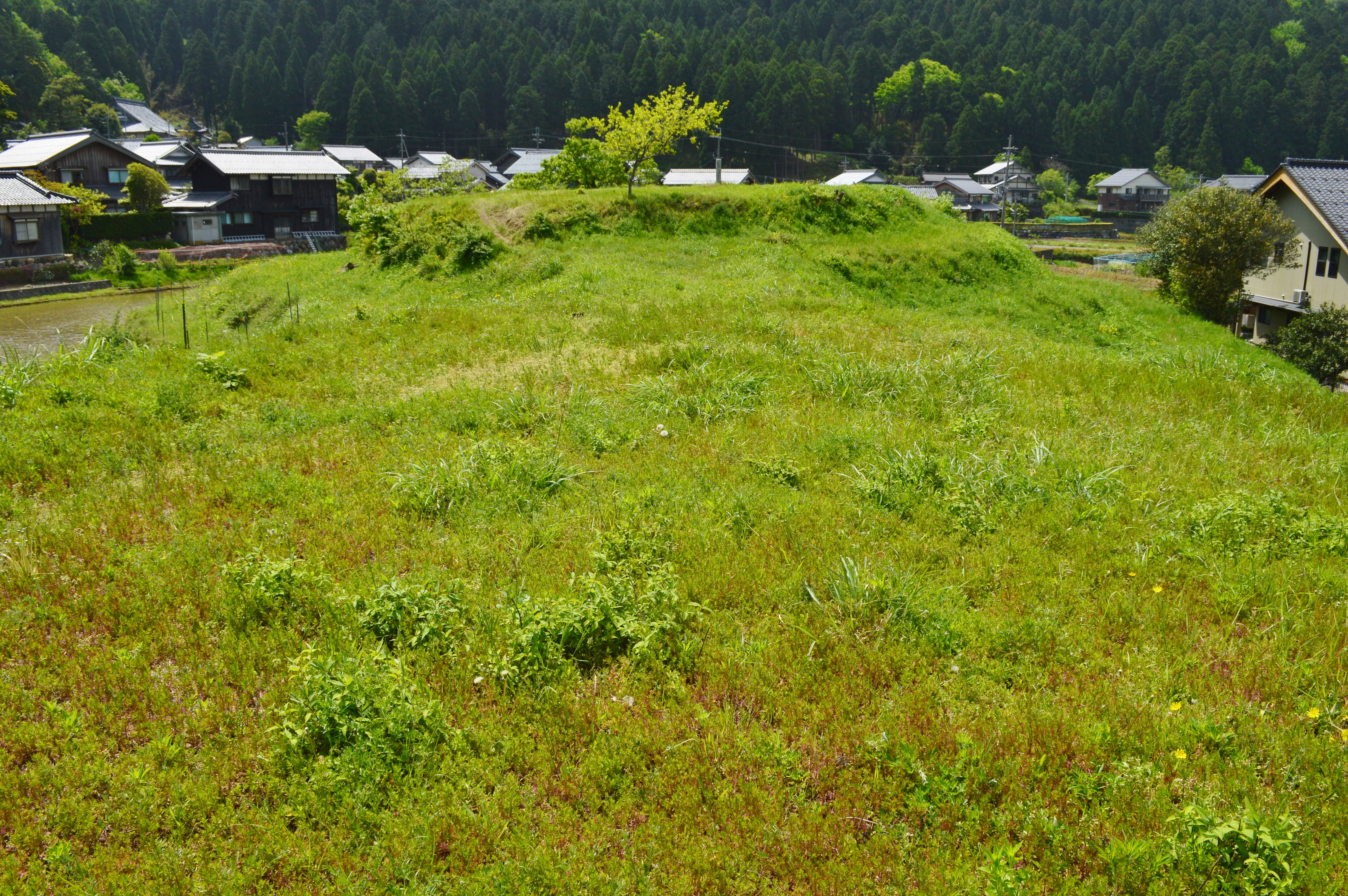
後円部（前方部から望む）
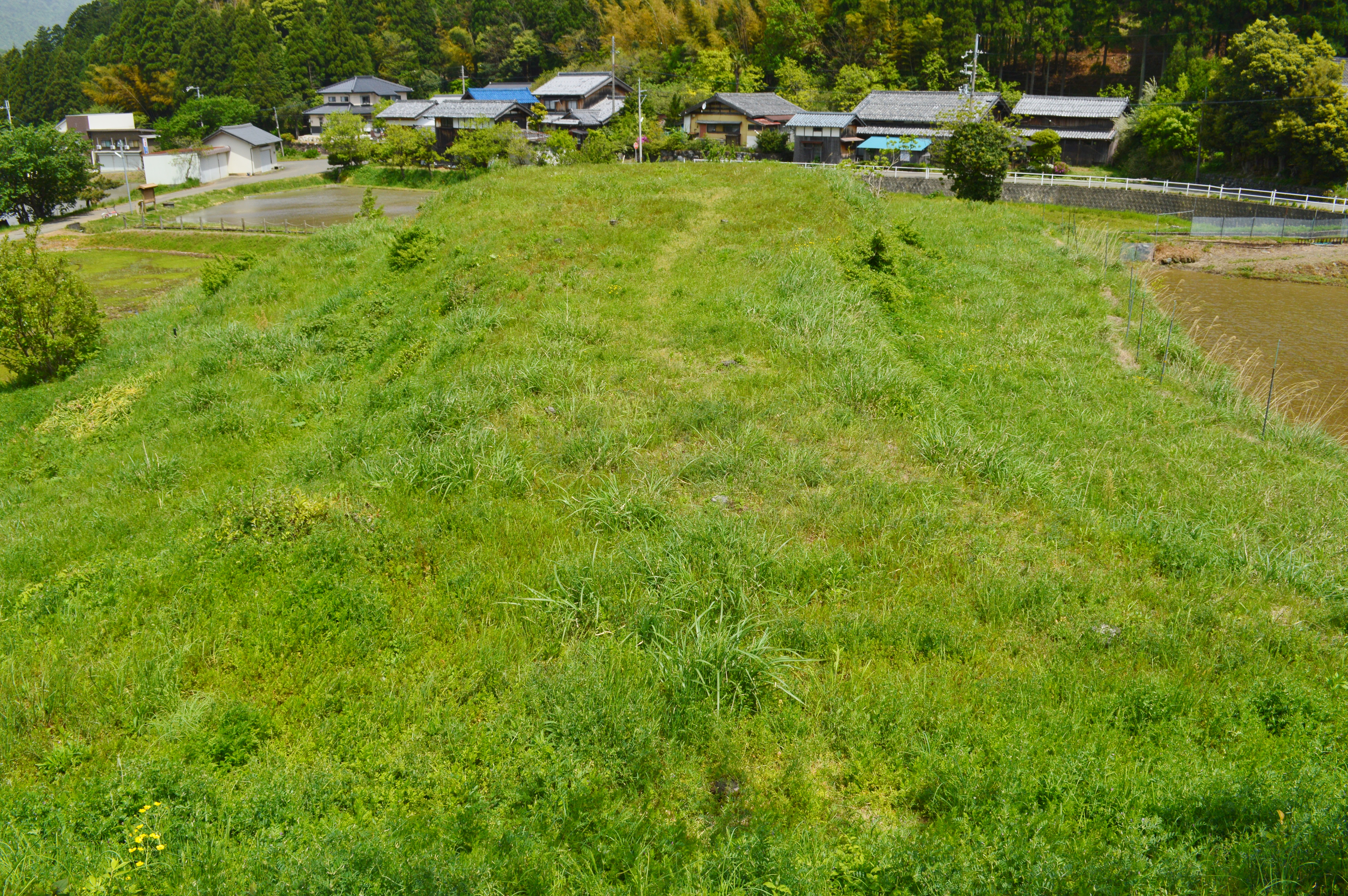
前方部（後円部から望む）
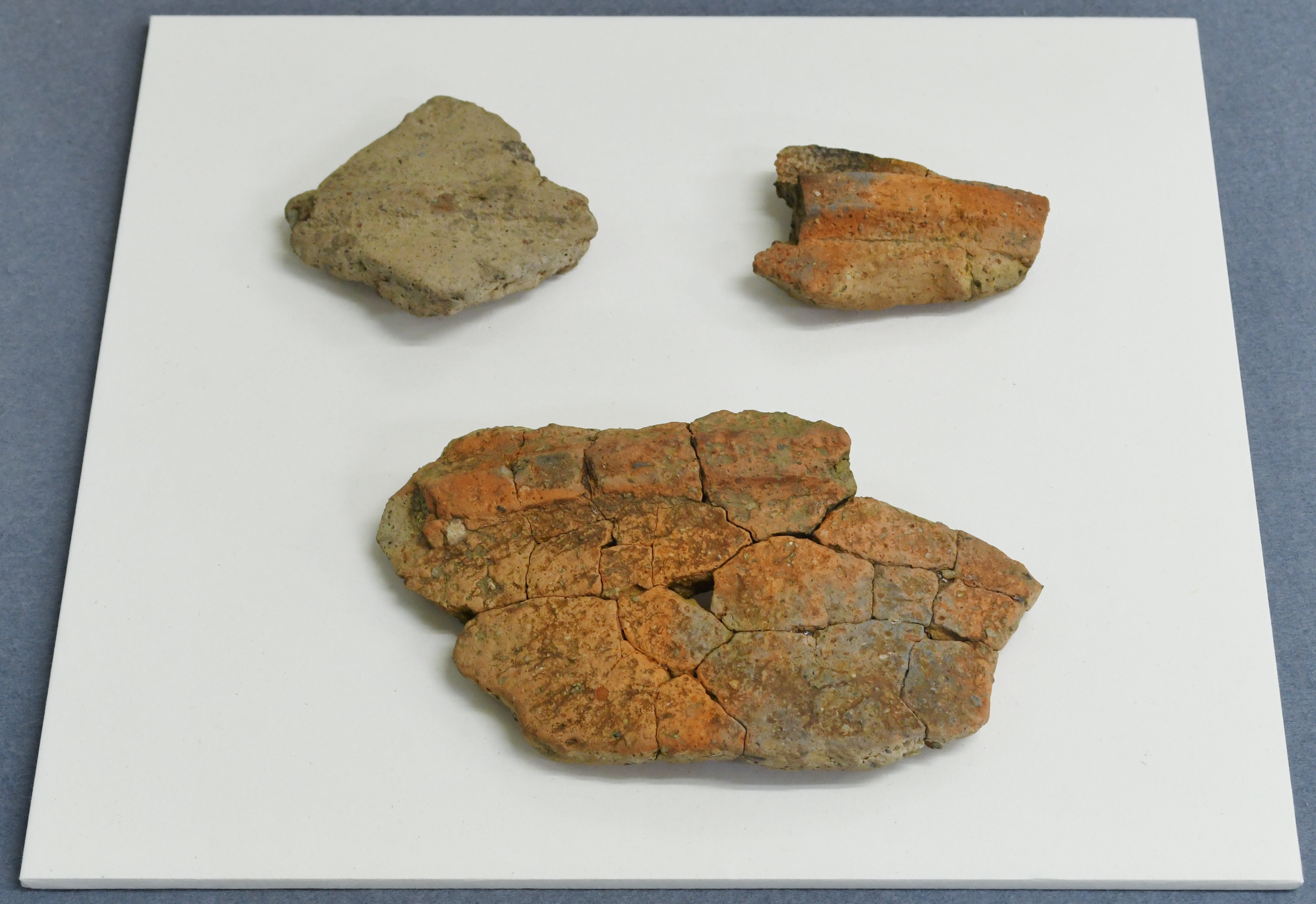
円筒埴輪片 花園大学歴史博物館企画展示時に撮影。

## 文化財

### 国の史跡
- 上ノ塚古墳 - 1935年（昭和10年）12月24日指定[6]。

## 関連施設
- 若狭町歴史文化館（若狭町市場） - 上ノ塚古墳の出土埴輪等を保管・展示。